# Alfred Holmes
Alfred Holmes (Londres, 1837 - París, 4 de març de 1876) fou un compositor i violinista anglès.
Al principi es distingí com a violinista, el mateix que el seu germà Henry, i junts donaren una sèrie de concerts molt aplaudits a Londres, Brussel·les, Alemanya, Suècia, els Països Baixos i París.
Va compondre:
- Inés de Castro, (òpera),
- Jeanne d'Arc, (simfonia),
- La jeunesse de Shakespeare, simfonia,
- Robin Hood, simfonia,
- La siège de París, simfonia,
- Charles XII, simfonia,
- Romeo et Juliette, simfonia,
- Le Cid, (Oberture),
- Les Musses, Oberture.